# Ancilla ordinaria
Ancilla ordinaria, tên tiếng Anh: White-banded Ancilla, là một loài ốc biển, là động vật thân mềm chân bụng sống ở biển trong họ Olividae, ốc ôliu.

## Miêu tả
Loài này có kích thước giữa 8 mm and 21 mm

## Phân bố
Loài này phân bố ở Ấn Độ Dương dọc theo Nam Phi và Mozambique